# Мишел Гвозденовић
Мишел Гвозденовић (Холандија, 12. новембар 1988) је српски фолк певач који се прославио у петој сезони такмичења Звезде Гранда. Даљи је рођак певача Шабана Шаулића и Хасана Дудића. Након такмичења био је жртва прогањања Миљане Кулић, која се касније прославила учешћем у многим ријалитијима. Певач је тада малолетну Нишлијку пријавио, јер му је провалила у двориште куће и офарбала пса. Мишел се касније поново сусрео са Миљаном као такмичар у ријалити програму Задруга. Живи и ради у Чачку. Оженио се девојком Јаном, која је тринаест година млађа од њега.

## Дискографија

### Синглови
- Љубав је слепа (2011) обрада песме Нина Решића, са осталим мушким такмичарима пете сезоне.
- Медени колачи (2011) обрада са Дарком Лазићем и Акијем
- Зоро моја (2011)
- Срце кад полуди
- Хазардер (2012)
- Твоја лепота боли (2012)
- Лоша замена (2013)
- Још горим (2014)
- Пропаст тотална (2016)[4]